# Dinskaja
Dinskaja (russisch Динска́я) ist eine Staniza in der südrussischen Region Krasnodar mit 34.848 Einwohnern (Stand 14. Oktober 2010).

## Geographie
Die Staniza liegt im zentralen Teil des Kuban-Gebietes, etwa 30 km nordöstlich der Regionshauptstadt Krasnodar am Flüsschen Kotschety. Dinskaja ist die drittgrößte Staniza (Kosakensiedlung) der Region nach Kanewskaja und Leningradskaja.
Die Staniza Dinskaja ist Verwaltungszentrum des gleichnamigen Rajons Dinskaja (Dinskoi).

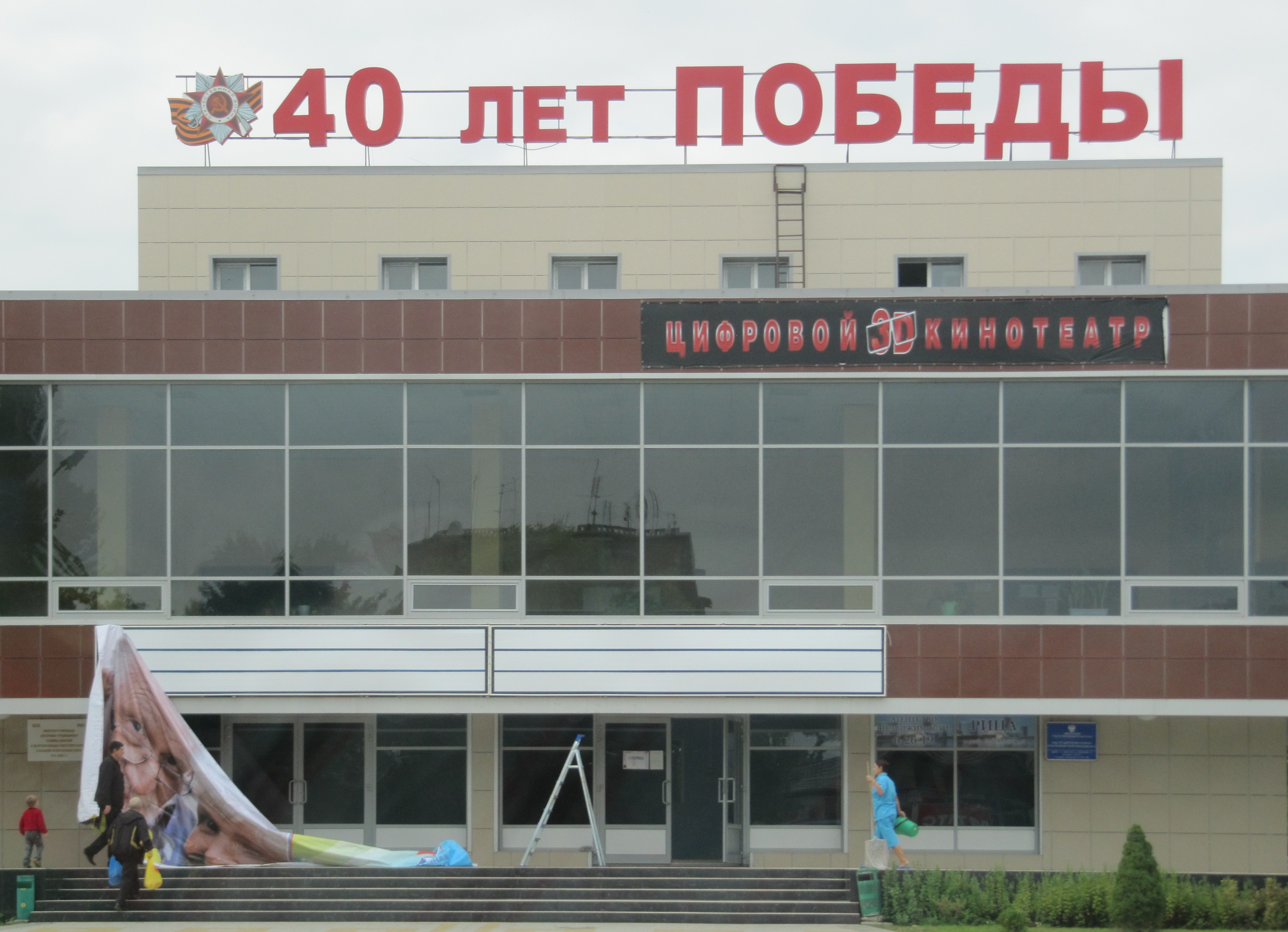
Kino 40 let pobedy („40. Jahrestag des Sieges“)
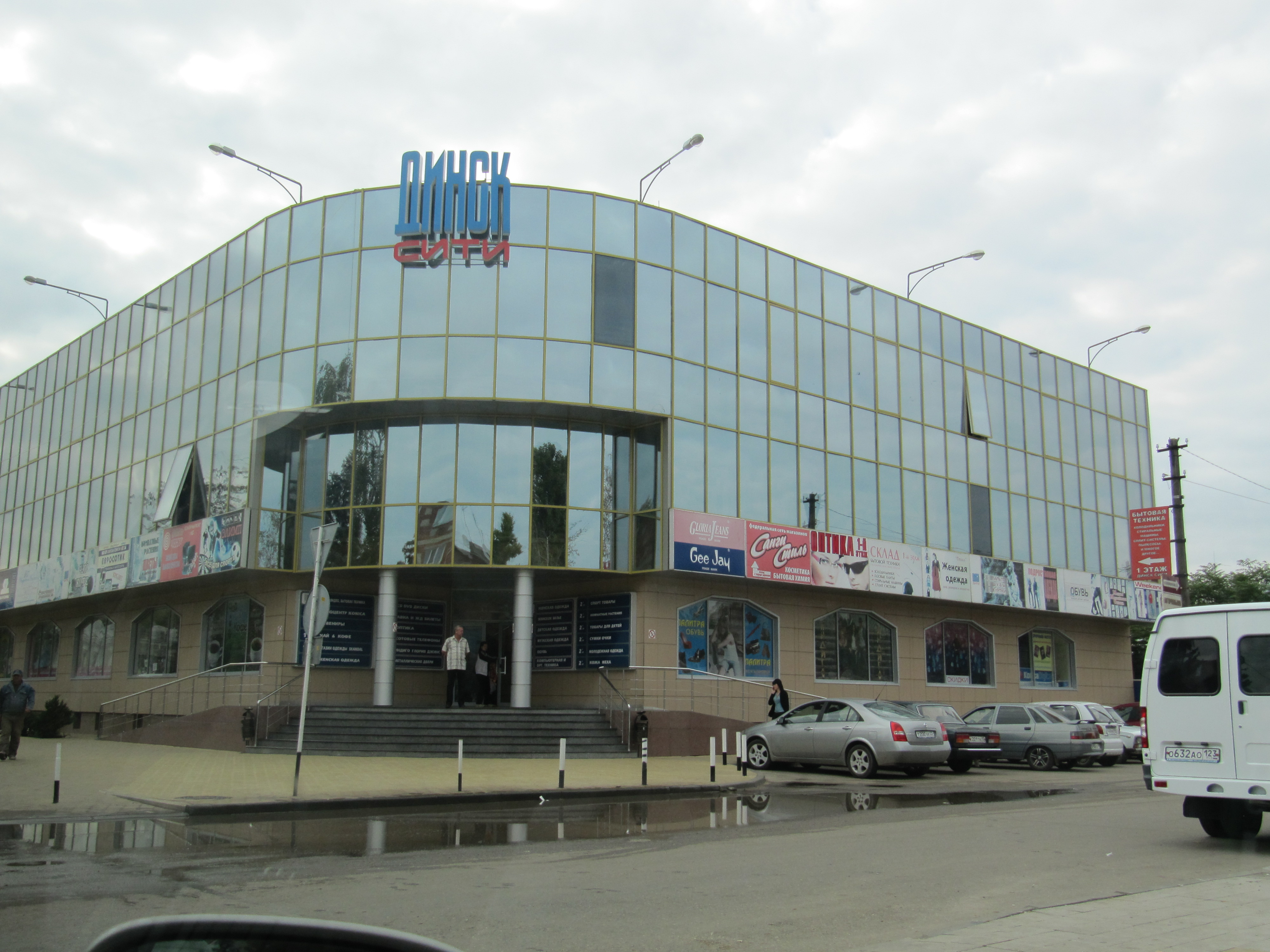
Einkaufszentrum
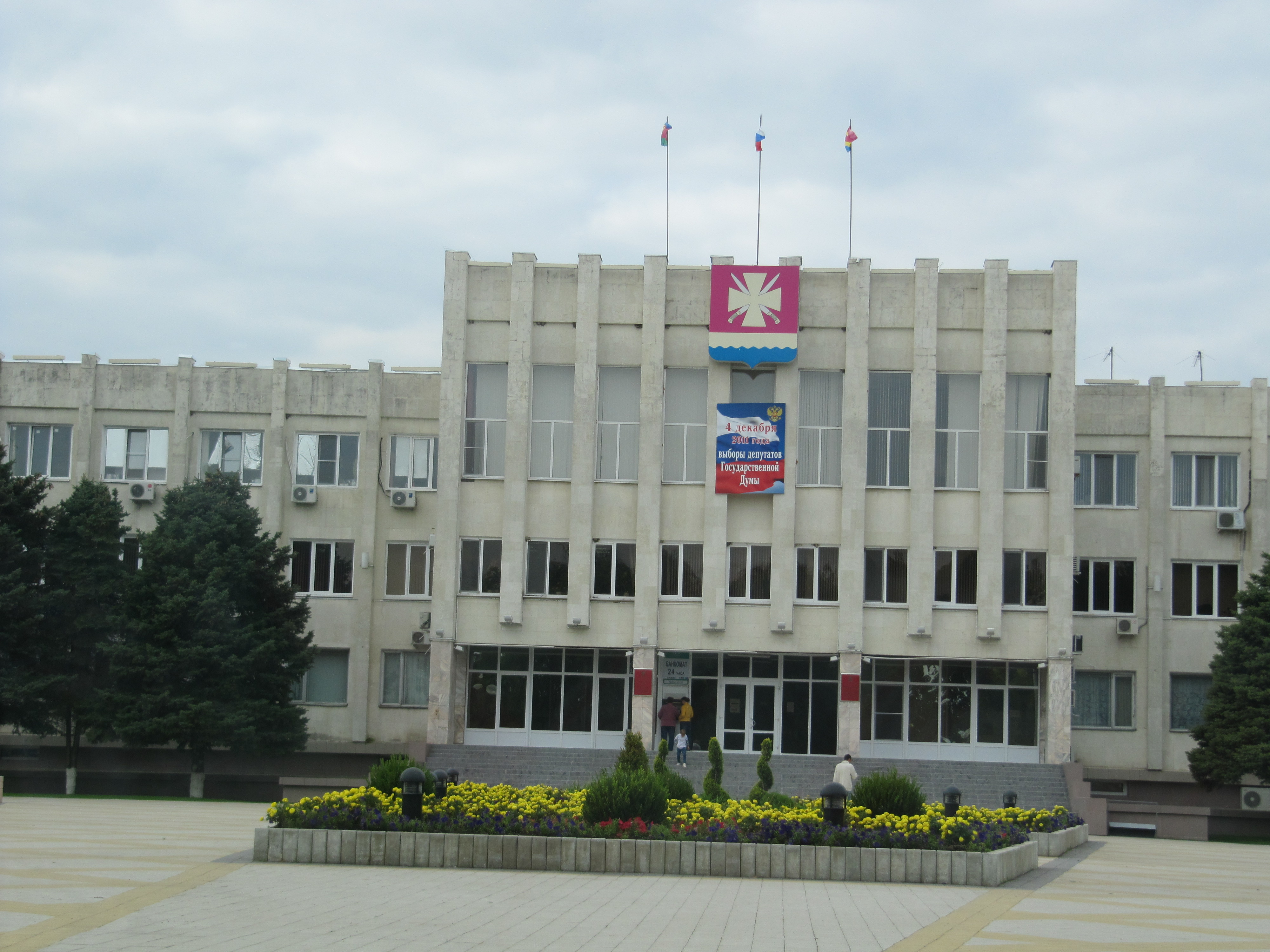
Rajonverwaltung
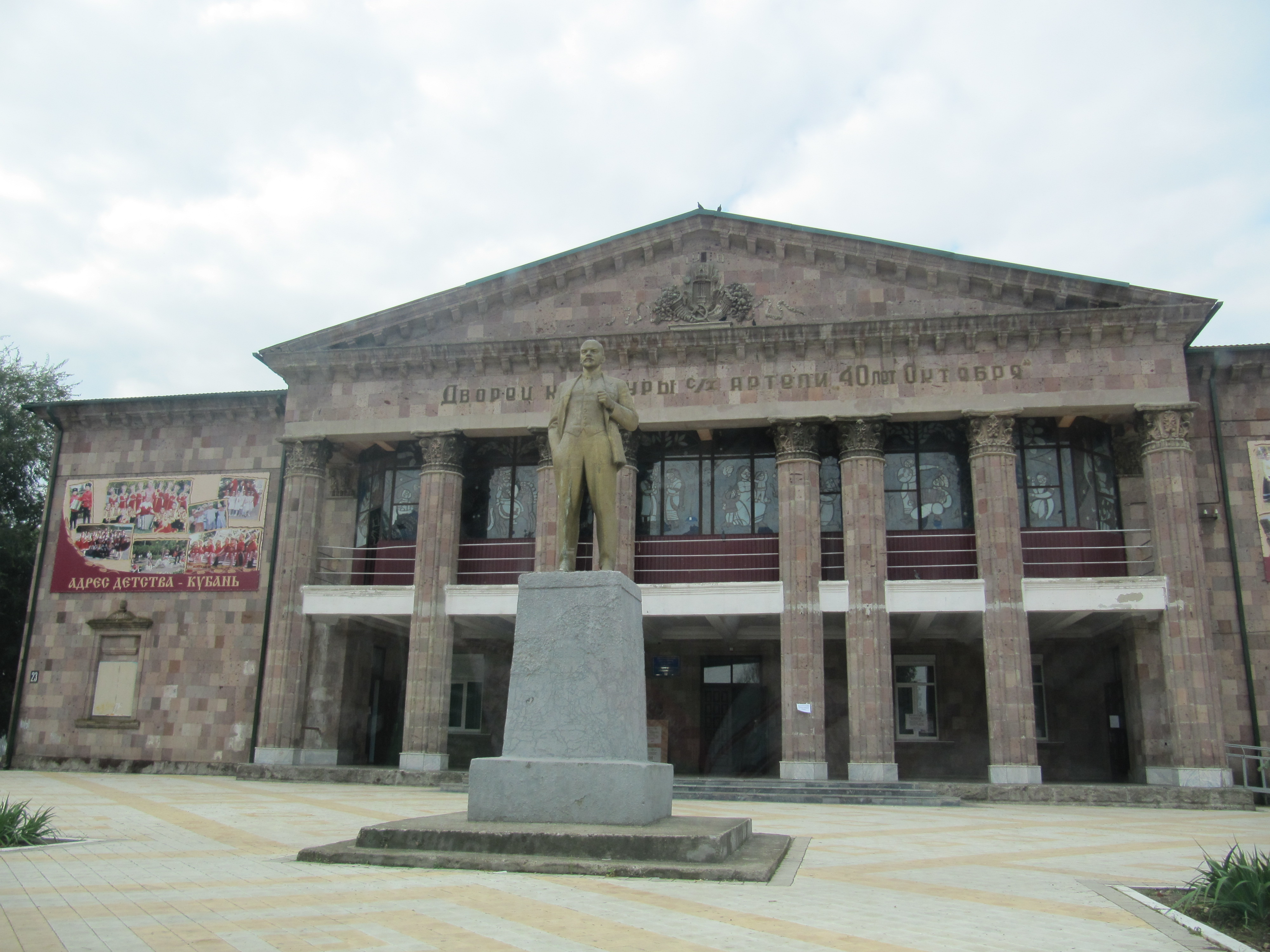
Kulturpalast
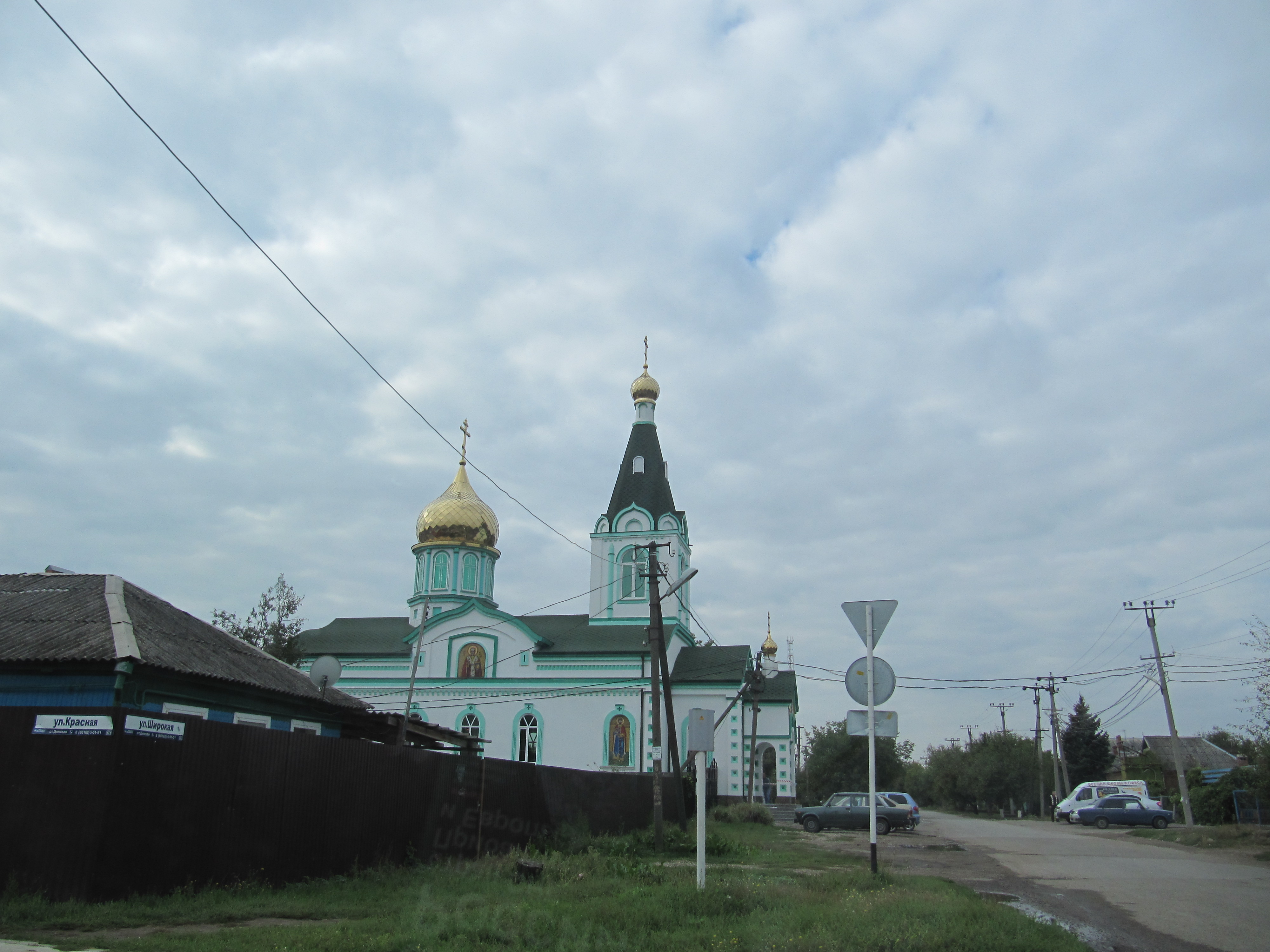
Russisch-orthodoxe Kirche

## Geschichte
Die Geschichte der Staniza beginnt 1794, als die ersten 40 Kosakensiedlungen im Kubangebiet gegründet wurden. Die sich hier ansiedelnden Saporoger Kosaken nannten die südlich der heutigen Staniza gelegene Siedlung nach ihrem Herkunftsort Dinskoje am Dnepr. Die Bezeichnung Dinskoje wird auf den damaligen kosakischen Namen Din des Flusses Don zurückgeführt, von dem diese Kosaken vermutlich ursprünglich stammten.
1807 wurde die Siedlung („Kuren“) an die heutige Stelle verlegt; seit 1842 gilt sie als Staniza unter ihrer heutigen Namensform.
Die wirtschaftliche Bedeutung der Staniza wuchs ab 1888, als die Eisenbahnstrecke von der Station Tichorezkaja der Hauptstrecke der Nordkaukasus-Eisenbahn Rostow–Wladikawkas nach Jekaterinodar (das heutige Krasnodar) durch den Ort geführt wurde.
Im Zweiten Weltkrieg wurde die Staniza Dinskaja im August 1942 von der deutschen Wehrmacht während ihres Vorrückens vom Don in den Nordkaukasus besetzt und am 11. Februar 1943 von der Roten Armee zurückerobert.

### Bevölkerungsentwicklung
| Jahr | Einwohner |
| ---- | --------- |
| 1875 | 3.500     |
| 1900 | 8.000     |
| 1939 | 10.135    |
| 1959 | 11.180    |
| 1970 | 22.393    |
| 1979 | 26.518    |
| 1989 | 30.873    |
| 2002 | 34.132    |
| 2010 | 34.848    |

Anmerkung: ab 1939 Volkszählungsdaten

## Wirtschaft und Infrastruktur
Die Staniza ist Zentrum eines wichtigen Landwirtschaftsgebietes. Es gibt eine Reihe von Betrieben zur Verarbeitung landwirtschaftlicher Produkte (Zuckerfabrik, Konservenfabrik, Großkonditorei „Juschnaja Swesda“, Großschlachthof („Fleischkombinat“) „Dinskoi“).
Dinskaja liegt an der Eisenbahnstrecke von (Wolgograd–)Tichorezkaja–Krasnodar und weiter an die Schwarzmeerküste Richtung Noworossijsk und Sotschi (Streckenkilometer 642 ab Wolgograd). Nordwestlich an der Staniza führt die Fernstraße M4 Moskau–Rostow–Noworossijsk vorbei.

## Söhne und Töchter der Stadt
- Alexander Kowalenko (* 1986), Kanute[2]
- Stepan Marjanjan (* 1991), Ringer